# Nick Adams (Schauspieler)
Nick Aloysius Adams (* 10. Juli 1931 in Nanticoke als Nicholas Aloysius Adamschock, Pennsylvania; † 7. Februar 1968 in Beverly Hills, Kalifornien) war ein US-amerikanischer Filmschauspieler, der bei der Oscarverleihung 1964 für den Oscar als bester Nebendarsteller in dem Film Rufmord von Boris Sagal nominiert wurde.

## Leben
Adams war der jüngere der beiden Söhne von Peter und Catherine Adamshock. Sein Vater, ein ukrainischer Einwanderer, war ein Bergmann, der in einem Kohlebergwerk in Nanticoke arbeitete. Der Ort war einer von vielen Kohlestädten, die über die Appalachen verstreut waren und bot kaum mehr als Armut und die Aussicht auf einen frühen Tod in den Minen. Bis zu seinem fünften Lebensjahr wuchs er dort in einem kleinen firmeneigenen Haus auf. Die Bewohner des Ortes waren zumeist verschuldet und mussten im Laden der Firma einkaufen. Sein Onkel lebte gemeinsam mit ihnen in diesem Haus. Die Arbeitsbedingungen in den Minen und die Sicherheitseinrichtungen waren unzureichend. So kam es zu einem Grubenunglück, bei dem sein Onkel schwer verletzt wurde. Der Betriebsarzt untersuchte ihn, doch er erlag seinen Verletzungen. Dieses Ereignis veranlasste seinen Vater, alle Habseligkeiten in ihren alten Wagen zu stapeln und mit der Familie den Ort zu verlassen. Mittellos strandeten sie in Jersey City in New Jersey. Sein Vater hatte Glück, denn sie begegneten einem Mr. Cohn, dem gerade ein Mitarbeiter verlassen hatte und für den er dringend Ersatz suchte. Für die nächsten neun Jahre hatte die Familie so ein karges Auskommen und eine kostenlose Wohnung in einem Kellerraum. Adams wuchs nun in Garfield auf. Er wurde als Quarterback in der Schulmannschaft eingesetzt und spielte auch für die Baseballmannschaft. Während er die Snyder High School besuchte wurde ihm eine Position als Spieler bei den St. Louis Cardinals angeboten. Er lehnte dieses aber wegen einer zu schlechten Bezahlung (75 $ pro Monat) ab und spielte anschließend einige Zeit bei den Jersey City Giants, die immerhin 30 $ in der Woche zahlten. Er hatte es sich in den Kopf gesetzt so viel Geld wie möglich zu verdienen, um der Armut zu entkommen und seiner Familie ein Haus zu bauen.

### Beginn der Schauspielkarriere
Adams war 16 Jahre alt, als er in der New York Daily News eine Geschichte über Guy Madison las, der per Anhalter nach Hollywood gefahren war, dort als Schauspieler entdeckt wurde und nun 2.000 Dollar pro Woche verdiente. Die Chance einen ebensolchen Weg zu beschreiten bot sich bald darauf, als er zufällig in einer kleinen Buchhandlung in der Nähe des Paramount Theatre in dem Buch The Silver Tassie von Seán O’Casey blätterte. Der Buchverkäufer sprach ihn an und fragte, ob er sich auf das Vorsprechen in der Carnegie Hall vorbereiten würde, die derzeit nach Schauspielern suchten. Er erinnerte sich an den Zeitungsbericht über Madison und rannte zur Carnegie Hall hinüber und beschloss spontan ein Filmstar zu werden. Schon kurze Zeit später gab er sein Bühnendebüt als Nick Adams in einer Inszenierung von Die Abenteuer des Tom Sawyer in New York City, in der er die Rolle des wegen Mordes unschuldig angeklagten Landstreichers „Muff Potter“ spielte. Er fuhr im Januar 1950 per Anhalter nach Los Angeles, arbeitete zunächst als Kartenabreißer im Warners Theater in Beverly Hills, ehe er kurz darauf sein Debüt als Filmschauspieler in Somebody Loves Me (1952) von Irving Brecher gab und danach Unterricht an der American Kenpō Karate-Schule von Ed Parker nahm, wo er auf Elvis Presley und andere aufstrebende Künstler traf.
Im Januar 1952 erhielt er seinen Einberufungsbescheid und trat bis 1955 der US Coast Guard bei und konnte dadurch einem Einsatz im Koreakrieg entgehen. Nach einigen weiteren Rollen spielte er 1955 die Nebenrolle des „Chick“ in … denn sie wissen nicht, was sie tun von Nicholas Ray und freundete sich dabei mit Hauptdarsteller James Dean an. Nach dessen Unfalltod am 30. September 1955 erlitt er einen Zusammenbruch, begann anschließend sich rücksichtslos zu verhalten und wurde innerhalb eines Jahres wegen neun Geschwindigkeitsübertretungen verhaftet. Nach seiner Entlassung auf Bewährung bemühte er sich zwar um neue Rollenangebote, wurde aber von den größeren Filmproduktionsgesellschaften ignoriert.
In den folgenden Jahren hatte er überwiegende Auftritte in Fernsehserien sowie in vereinzelten Filmen und wurde insbesondere durch die Rolle des „Johnny Yuma“ in der Fernsehserie The Rebel (1959) bekannt, ehe er 1963 in Rufmord von Boris Sagal die Rolle des „Ben Brown“ spielte. Für diese wurde er für den Oscar in der Kategorie bester Nebendarsteller nominiert, unterlag aber bei der Oscarverleihung 1964 Melvyn Douglas für dessen Auftritt in Der Wildeste unter Tausend. Nach dieser Niederlage erlitt er einen weiteren Zusammenbruch und spielte in der Folgezeit wiederum überwiegend in Fernsehserien sowie einigen Filmen.

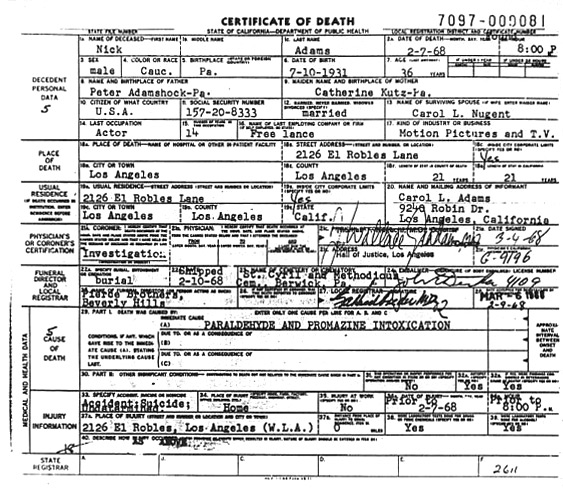
Sterbeurkunde von Nick Adams

Zu seinen weiteren bekanntesten Filmen gehören Keine Zeit für Heldentum (1955) von John Ford, Mervyn LeRoy und Joshua Logan, Bettgeflüster (1959) von Michael Gordon sowie Befehl aus dem Dunkel (1965) von Ishirō Honda.
1965 erhielt er einen Bronze Wrangler der Western Heritage Awards zusammen mit Bruce Geller, Bernard L. Kowalski, Lionel E. Siegel, John Drew Barrymore und Eric Fleming für seinen Auftritt in der Folge „Corporal Dasovic“ der Fernsehserie Tausend Meilen Staub (1959).

### Mysteriöser Tod
Am 7. Februar 1968 verstarb er im Schlafzimmer seines Hauses an einer Überdosis Paraldehyd, wobei die genauen Todesumstände unklar sind und sein bester Freund, der Schauspieler Robert Conrad, von einem Unfall ausgeht.
Der Los Angeles Herald Examiner berichtet am 8. Februar 1968 über seinen Tod, dass Adams am Vorabend leblos in seinem Haus im Coldwater Canyon entdeckt wurde. Dabei sei sein vollständig bekleideter Körper von seinem Anwalt Ervin Roeder in sitzender Position neben seinem Bett aufgefunden worden. Es gab zunächst keinerlei Hinweis auf die Todesursache. Es wurden weder Waffen noch Schlaftabletten oder ähnliches gefunden. Der Anwalt kam nach eigenen Angaben gegen 20 Uhr in dem Haus an. Als ihm auf sein Klingeln nicht geöffnet wurde, sei er durch ein offenes Fenster in die Wohnung eingestiegen und habe den Leichnam gefunden. 10 Jahre zuvor hatte Adams seine Lebensgeschichte einem Kolumnisten in Hollywood erzählt.
Adams war vom 11. Mai 1959 bis zu seinem Tode mit der Schauspielerin Carol Nugent verheiratet und hatte mit dieser zwei gemeinsame Kinder: die Schauspielerin Allyson Adams sowie den Schauspieler Jeb Stewart Adams. Seine Schwägerin war die Schauspielerin Judy Nugent.
Adams wurde auf dem Saints Cyril & Methodius Cemetery in der North Warren Street 706 in Berwick, Pennsylvania begraben.

## Zitate
“I dreamed all my life of being a movie star. Movies were my life. You had to have an escape when you were raised in a basement. I saw all the James Cagney, Humphrey Bogart and John Garfield pictures. Odds against the world … that was my meat.”

„Ich träumte mein ganzes Leben davon, ein Filmstar zu sein. Man braucht eine Flucht, wenn man im Keller aufwuchs. Ich sah alle Filme von James Cagney, Humphrey Bogart und John Garfield. Chancen gegen die Welt … das war der Kern meines Strebens.“

## Filmografie
- 1955: Aus dem Leben einer Ärztin (Strange Lady in Town)
- 1955: Keine Zeit für Heldentum (Mister Roberts)
- 1955: … denn sie wissen nicht, was sie tun (Rebel Without a Cause)
- 1956: Der letzte Wagen (The Last Wagon)
- 1956: Mord in der Sierra Nevada (A Strange Adventure)
- 1956: Der Rächer wartet schon (Fury at Showdown)
- 1958: Blindgänger der Kompanie (No Time for Sergeants)
- 1958: Reporter der Liebe (Teacher’s Pet)
- 1959: Bettgeflüster (Pillow Talk)
- 1959: Geheimagent des FBI (The FBI Story)
- 1962: Die ins Gras beißen (Hell Is for Heroes)
- 1963: Rufmord (Twilight of Honor)
- 1963: Männer – hart wie Eisen (The Hook)
- 1963: Die Saat der Liebe (The Young Lovers)
- 1964: Staatsfeind Nr. 1 – John Dillinger (Young Dillinger)
- 1965: Befehl aus dem Dunkel (Kaijū daisensō)
- 1965: Frankenstein – Der Schrecken mit dem Affengesicht (Furankenshutain tai chitei kaijû Baragon)
- 1965: Das Grauen auf Schloß Witley (Die, Monster, Die)
- 1967: Mosby’s Raiders – Armee der Gesetzlosen (Willie and the Yank)
- 1968: Endstation Mars (Mission Mars)